# Харакский парк
Хара́кский парк — парк на территории дворца Харакс в посёлке Гаспра (Большая Ялта). Памятник садово-паркового искусства. Основан во второй половине XIX века.

## Описание
Харакский парк располагается на мысе Ай-Тодор на высоте 40-60 метров над уровнем моря. Площадь парка — 17,5 гектаров. В нём сочетаются регулярная и пейзажная планировки. На его территории сосредоточено более 200 видов и садовых форм деревьев и кустарников. В парке произрастают тис ягодный колонновидной формы, пёстролистная форма самшита вечнозелёного, кипарис лузитанский, филлирея, османтус, зимоцвет. Многие деревья имеют возраст от 400 до 1000 лет.

## История
Основал парк великий князь Георгий Михайлович. Название парка, как и имения, происходит от древнеримской крепости Харакс (слово «Харакс» на греческом означает «укрепление»), которая находилась на мысе Ай-Тодор в I—III веках н. э.. Раскопки велись братом великого князя Александром в 1896 году. В 1907—1908 годах им основан музей для находок. В красивом поместье великокняжеская семья отдыхала почти ежегодно.
У Харакского парка были раскопаны остатки каменных и кирпичных домов, цементированный водоём-нимфей, украшенный мозаикой, водопровод из глиняных труб.
Архитектор Н. П. Краснов построил в 1904—1908 годах дворец, а также свитский корпус, которые напоминали шотландские шале под черепичной крышей. От усадьбы до моря проложена широкая лестница.
После Октябрьской революции имение «Харакс» преобразовано в дом отдыха для партийцев из УЦИКа. Великая Отечественная война разрушила свитский корпус и дворцовую крышу (восстановлены с искажениями). Сегодня в Харакском парке расположен санаторий «Днепр», находящийся в ведомстве Федеральной налоговой службы Российской Федерации. В зале библиотеки размещается музей, рассказывающий о прошлом и настоящем имения «Харакс».
Ведущая над морем тропа выходит к «капитанскому мостику» — беседке, откуда виден Ай-Тодорский маяк и «Ласточкино гнездо». В этом месте впервые появился маяк во времена древнего Рима, а нынешний сооружён был в 1835 году. Находится он в наивысшей точке — на высоте 156 метров.
Главная достопримечательность Харакского парка — можжевеловая роща. Хорошо прижились в Харакском парке хвойные деревья: ели, кедры, пихты, — а также магнолии, липы и лавры. Деревья были высажены одновременно с окончанием строительства имения.
Достопримечательностью парка также является беседка, состоящая из 12 мраморных колонн с фонтаном посредине. По мнению археолога К. К. Орлова (руководителя раскопок Харакса), колонны беседки представляют собой часть сгоревшего в 1882 году дворца (копии атриума римского дома в Помпеях).

## Фотогалерея

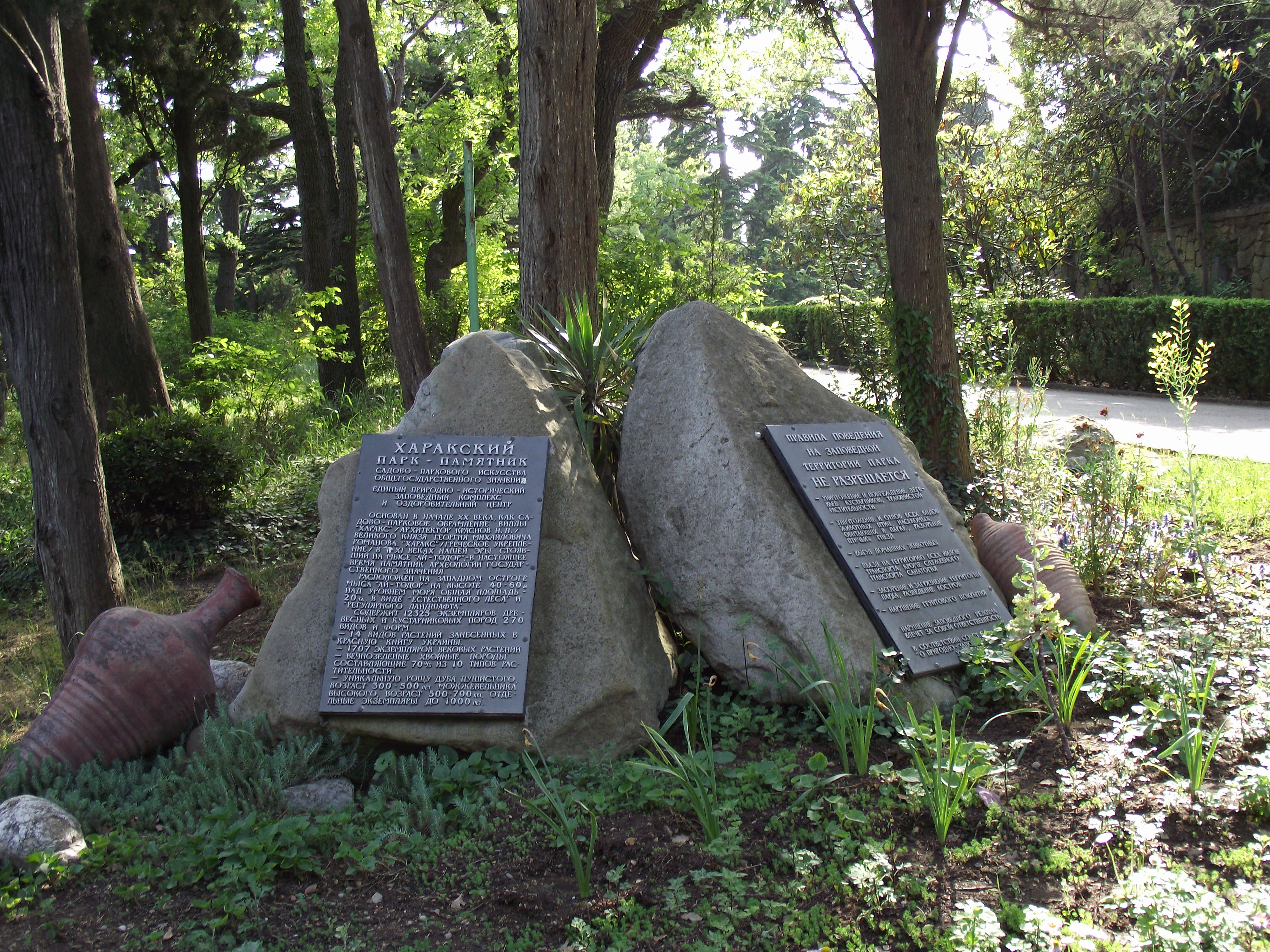
Камень с описанием Харакского парка
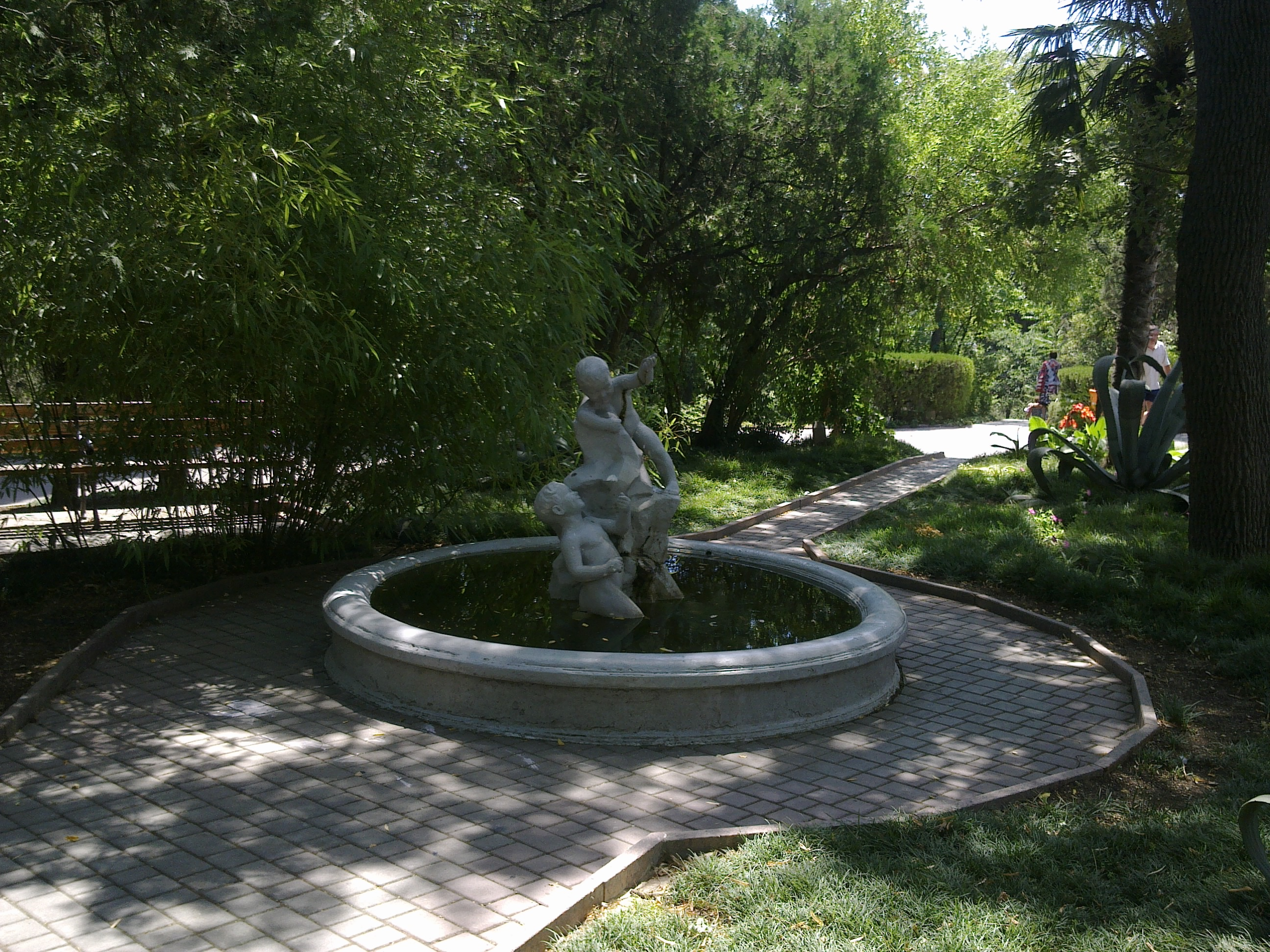
Фонтан в Харакском парке
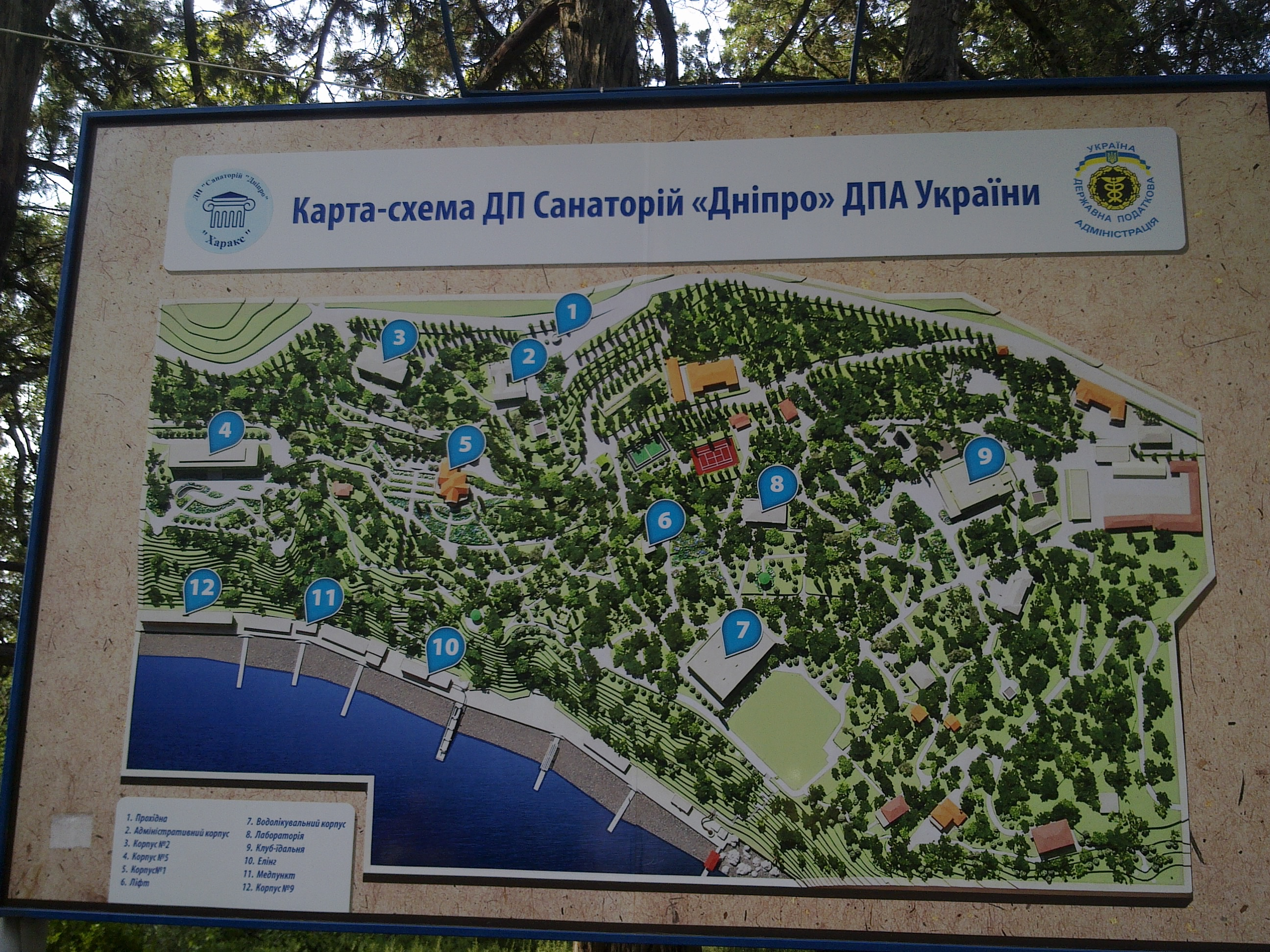
Карта санатория "Днепр" и Харакского парка
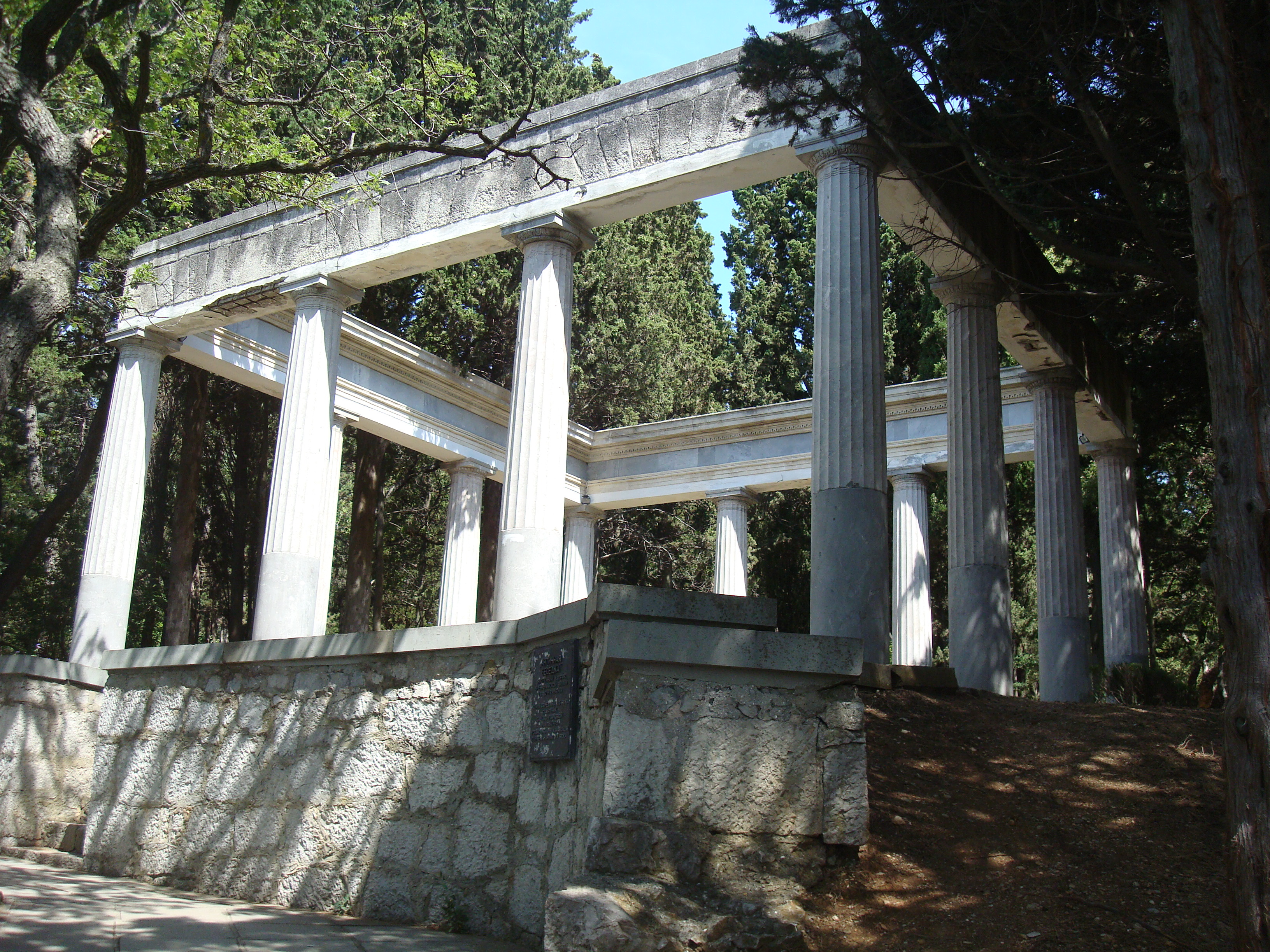
Античная беседка в парке
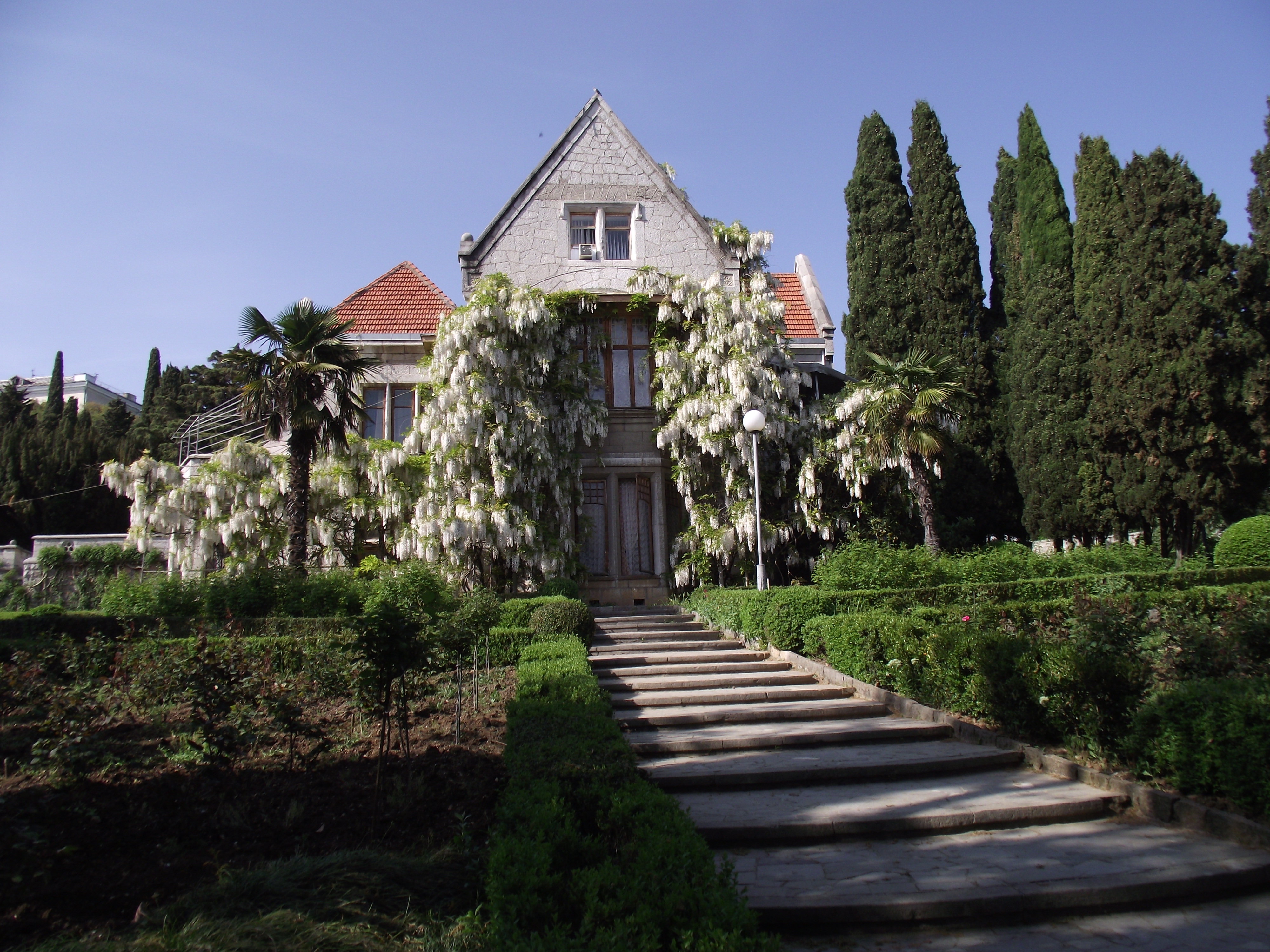
Имение Харакс